# Senonnes
Senonnes és un municipi francès situat al departament de Mayenne i a la regió de País del Loira. L'any 2007 tenia 365 habitants.

## Demografia

### Població
El 2007 la població de fet de Senonnes era de 365 persones. Hi havia 160 famílies de les quals 60 eren unipersonals (36 homes vivint sols i 24 dones vivint soles), 60 parelles sense fills i 40 parelles amb fills.
La població ha evolucionat segons el següent gràfic:
Habitants censats

### Habitatges
El 2007 hi havia 192 habitatges, 163 eren l'habitatge principal de la família, 12 eren segones residències i 17 estaven desocupats. 164 eren cases i 28 eren apartaments. Dels 163 habitatges principals, 87 estaven ocupats pels seus propietaris, 74 estaven llogats i ocupats pels llogaters i 2 estaven cedits a títol gratuït; 2 tenien una cambra, 15 en tenien dues, 30 en tenien tres, 37 en tenien quatre i 79 en tenien cinc o més. 110 habitatges disposaven pel capbaix d'una plaça de pàrquing. A 87 habitatges hi havia un automòbil i a 52 n'hi havia dos o més.

### Piràmide de població
La piràmide de població per edats i sexe el 2009 era:
| Homes | Edats   | Dones |
| ----- | ------- | ----- |
| 0     | 95 o +  | 0     |
| 0     | 90 a 94 | 0     |
| 0     | 85 a 89 | 4     |
| 12    | 80 a 84 | 12    |
| 8     | 75 a 79 | 12    |
| 4     | 70 a 74 | 8     |
| 12    | 65 a 69 | 8     |
| 0     | 60 a 64 | 4     |
| 8     | 55 a 59 | 0     |
| 8     | 50 a 54 | 8     |
| 8     | 45 a 49 | 12    |
| 0     | 40 a 44 | 8     |
| 16    | 35 a 39 | 4     |
| 20    | 30 a 34 | 24    |
| 8     | 25 a 29 | 12    |
| 20    | 20 a 24 | 8     |
| 8     | 15 a 19 | 8     |
| 4     | 10 a 14 | 12    |
| 4     | 5 a 9   | 28    |
| 8     | 0 a 4   | 16    |

## Economia
El 2007 la població en edat de treballar era de 227 persones, 192 eren actives i 35 eren inactives. De les 192 persones actives 182 estaven ocupades (98 homes i 84 dones) i 10 estaven aturades (1 home i 9 dones). De les 35 persones inactives 14 estaven jubilades, 15 estaven estudiant i 6 estaven classificades com a «altres inactius».

### Ingressos
El 2009 a Senonnes hi havia 152 unitats fiscals que integraven 365 persones, la mediana anual d'ingressos fiscals per persona era de 13.815 €.

### Activitats econòmiques
Dels 23 establiments que hi havia el 2007, 3 eren d'empreses de construcció, 1 d'una empresa de transport, 3 d'empreses d'hostatgeria i restauració, 1 d'una empresa immobiliària, 2 d'empreses de serveis, 8 d'entitats de l'administració pública i 5 d'empreses classificades com a «altres activitats de serveis».
Dels 4 establiments de servei als particulars que hi havia el 2009, 2 eren paletes, 1 restaurant i 1 agència immobiliària.
L'any 2000 a Senonnes hi havia 28 explotacions agrícoles que ocupaven un total de 1.265 hectàrees.

## Equipaments sanitaris i escolars
El 2009 hi havia una escola elemental.

## Poblacions més properes
El següent diagrama mostra les poblacions més properes.